# Little Saigon

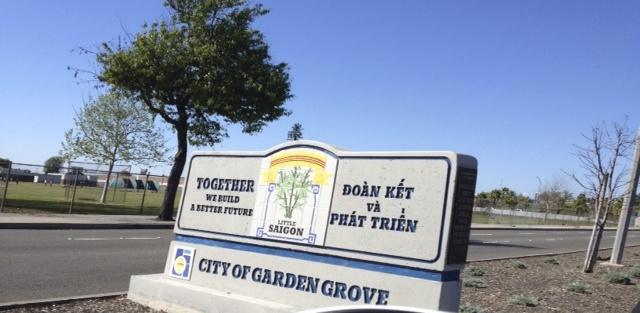
Bảng "Little Saigon" đặt ở cửa ngõ vào khu phố người Việt ở Garden Grove, California thuộc Quận Cam

Little Saigon (Tiểu Sài Gòn, Sài Gòn nhỏ, khu Sài Gòn) thường chỉ những khu vực có nhiều người Việt sinh sống bên ngoài lãnh thổ Việt Nam, nhất là tại Hoa Kỳ, Canada và Pháp.
Những khu Little Saigon được hình thành từ những làn sóng tị nạn diễn ra sau khi Chiến tranh Việt Nam kết thúc, sau sự kiện 30 tháng 4 năm 1975.
Các khu Little Saigon lớn có mặt trong thành phố Westminster & Garden Grove, San Jose, California, Los Angeles và Houston. Westminster và Garden Grove nằm trong khu vực Quận Cam, California, nơi được mệnh danh là "thủ đô người Việt tị nạn".

## Tại Hoa Kỳ

### Tại Quận Cam

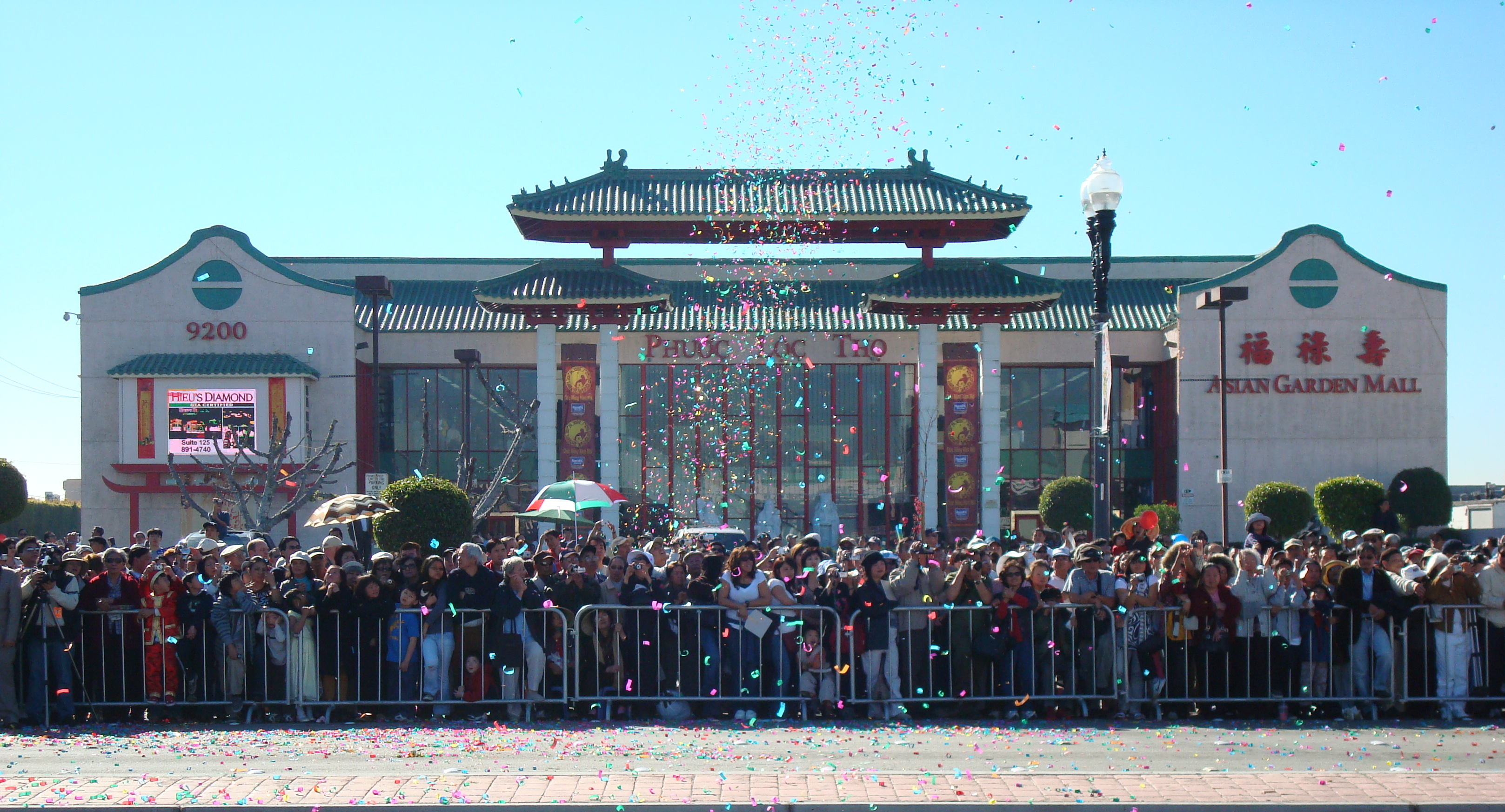
Thương xá Phước Lộc Thọ (Asian Garden Mall), thương xá lớn trong khu phố người Việt tại quận Cam, Tết 2008

Khu Little Saigon lâu đời nhất, lớn nhất nằm tại hai thành phố Westminster và Garden Grove, Quận Cam, California, nơi người Việt chiếm 30,7% và 21,4% dân số theo điều tra dân số năm 2000 (tổng cộng trên 125.000 người).

#### Lịch sử
Trước kia, Westminster cũng như các thành phố gần đó là những vùng đất đai trồng trọt lớn. Từ năm 1975, người Việt tỵ nạn đầu tiên đến đây từ trại Pendleton, nằm cách Westminster 50 dặm về hướng Nam và từ các tiểu bang khác như Pennsylvania, Arkansas, Florida. Những cơ sở thương mại đầu tiên là tiệm phở Hòa và chợ Đà Lạt gần ngã tư đường First và Fairview thuộc thành phố Santa Ana. Khu này sau có thêm trung tâm sinh hoạt Nguyễn Khoa Nam do Đặng Giang Sơn thành lập. Nơi đó trở thành nơi tụ tập của cộng đồng tỵ nạn. Sau đó lui về phía tây cũng trên cùng tuyến đường First nhưng có tên là Bolsa Avenue thuộc hai thành phố Garden Grove và Westminster, khoảng năm 1978 xuất hiện chợ Hòa Bình, nhà sách Tú Quỳnh, và nhà hàng Thành Mỹ. Cùng năm đó, Nhật báo Người Việt góp mặt với văn phòng phát hành đặt tại thành phố Garden Grove. Những người Việt tỵ nạn dần tập trung ở quãng đường đó mua lại các cơ sở thương mại của người địa phương và lập nên một khu phố thương mại phảng phất hình bóng Việt Nam. Năm 1982 thì hình thành "Hiệp hội Thương gia Tiểu Sài Gòn". Sách báo tiếng Việt từ đó bắt đầu dùng danh từ "Phố Sài Gòn" nhất là khi hãng Bridgecreek cho xây thương xá hai tầng 1986-88. Địa bàn cộng đồng người Việt từ đó lan rộng tràn ra những thành phố lân cận như Stanton, Fountain Valley và Anaheim.
Năm 1986, Ủy ban Thành lập Danh xưng Little Saigon, sau đổi thành Ủy ban Phát triển Little Saigon bầu lên 15 ủy viên, xúc tiến họp với hội đồng thành phố Westminster chính thức công nhận danh xưng Little Saigon. Chính ủy ban đã được 18 vị dân biểu và nghị sĩ tiểu bang giúp đỡ để đưa đề nghị thành lập Đặc khu Tiểu Sài Gòn lên thống đốc tiểu bang. Ngày 1 tháng 6 năm 1986, trước Viện Lập pháp tiểu bang, Thống đốc George Deukmejian đã chấp thuận. Nha lộ vận California theo đó cho dựng 13 bảng tên "Little Saigon" chỉ lối cho xe rẽ từ xa lộ 22 và 405 vào.
Ngày 17 tháng 6 năm 1986, thị trưởng Westminster Chuck Smith đã làm lễ ra mắt Đặc khu Little Saigon trước thương xá Phước Lộc Thọ. Buổi lễ được đặt dưới sự chủ toạ của thống đốc tiểu bang và có sự hiện diện của đông đảo người Việt Nam trong vùng.

#### Bố trí và các dịch vụ

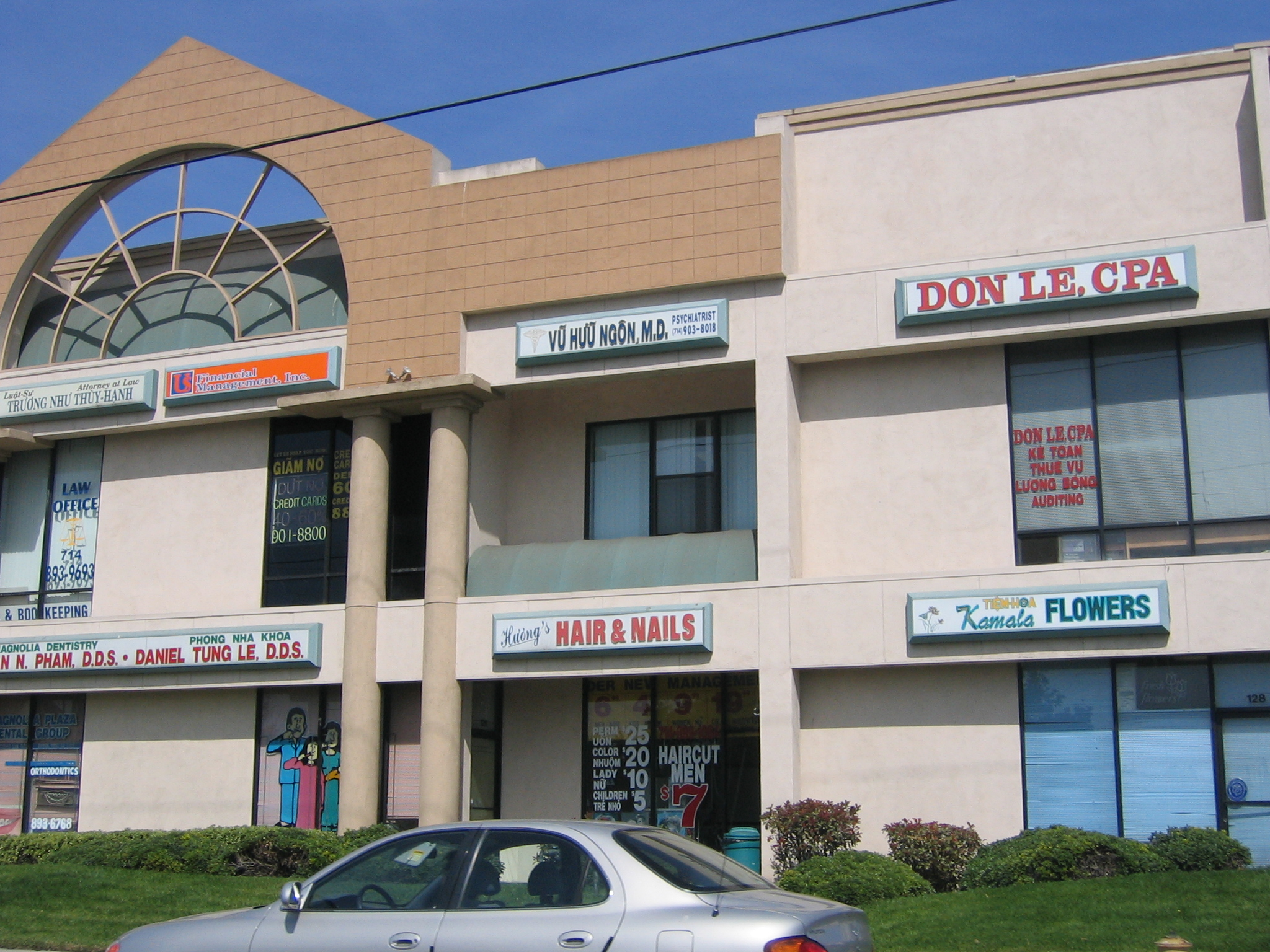
Khu văn phòng của người Việt tại Little Saigon.

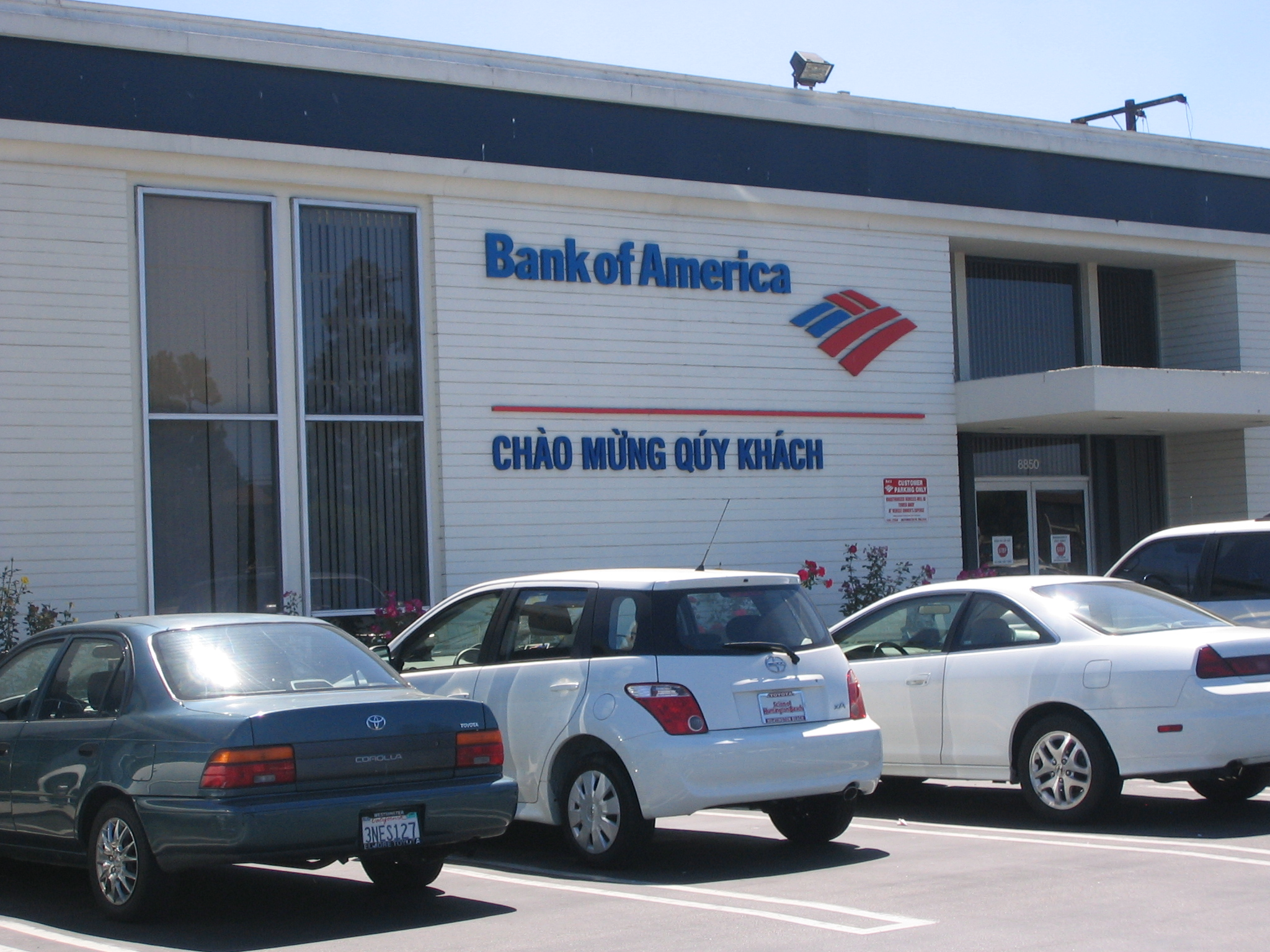
Một chi nhánh ngân hàng với lời chào đón bằng tiếng Việt

Little Saigon tại Quận Cam là một vùng rộng lớn, với nhiều khu thương xá của người Việt và người Hoa, nằm phía Tây của Disneyland, giữa xa lộ California 22 và xa lộ Liên bang 405.
Ngoài các trụ sở thương mại còn có siêu thị và nhà hàng bán thực phẩm các món ăn Việt Nam và Á châu như cơm tấm, phở, bánh mì, bánh cuốn. Ngoài ra là các dịch vụ y tế, luật pháp, tập trung không ít bác sĩ, nha sĩ, luật sư, kế toán lập văn phòng tại đây để phục vụ thân chủ đồng hương.
Năm 2016, một dịch vụ xe buýt miễn phí tên Little Saigon Shuttle được khánh thành để đưa đón hành khách mua sắm trong khu vực, phục vụ 22 trạm dừng trong tuyến đường dài 2,5 mile.  Tuy nhiên dịch vụ đã chấm dứt sau 6 tháng hoạt động vì chi phí cao. Xe đò Hoàng, một dịch vụ xe đò đường dài, nối liền Little Saigon ở Quận Cam với cộng đồng ở San Jose và nhiều thành phố khác ở California và Arizona có đông người Việt sinh sống.

logo LSTV

#### Truyền thông
Little Saigon, đặc biệt là Westminster, thường được xem là trung tâm của ngành truyền thông Việt ngữ tại hải ngoại. Hầu hết các chương trình ca nhạc hải ngoại đều được phát hành tại đây, trong đó có trung tâm Thúy Nga, trung tâm Asia, trung tâm Vân Sơn, v.v. Vì thế, rất nhiều ca sĩ, nhạc sĩ hải ngoại cư ngụ tại khu vực này.
Có hai đài phát thanh phát sóng tiếng Việt 24 giờ mỗi ngày là Little Saigon Radio (trên KVNR 1480 AM) và Radio Bolsa (KALI 106.3 FM). Một đài khác thỉnh thoảng có chương trình tiếng Việt (KXMX-AM 1190). Nội dung phát sóng bao gồm tin tức, thời sự, âm nhạc, talk show, tôn giáo, đọc truyện, v.v. Chương trình Việt ngữ của đài BBC và RFI được tiếp vận trực tiếp trên những đài này, mỗi ngày hai lần. Gần đây đài Little Saigon Radio cũng có nỗ lực phát thanh về Việt Nam.
Có 4 đài truyền hình phát sóng suốt ngày bằng Việt ngữ tại miền nam California. Hai đài truyền hình vệ tinh, Saigon Broadcasting Television Network và Hồn Việt TV cũng có trụ sở tại đây và có thể xem được trên toàn lãnh thổ Hoa Kỳ.
Tại đây có hàng chục tờ báo tiếng Việt được bán bên cạnh các báo tiếng Anh, có tiếng nhất trong số đó là Báo Người Việt. Những tờ nhật báo lớn khác có thể nói đến là Việt Báo, Viễn Đông, v.v. Nhiều tuần báo, nguyệt san và báo phục vụ giới trẻ cũng được phát hành như Việt Tide (song ngữ) và Người Việt 2 (bằng tiếng Anh).

#### Chính trị

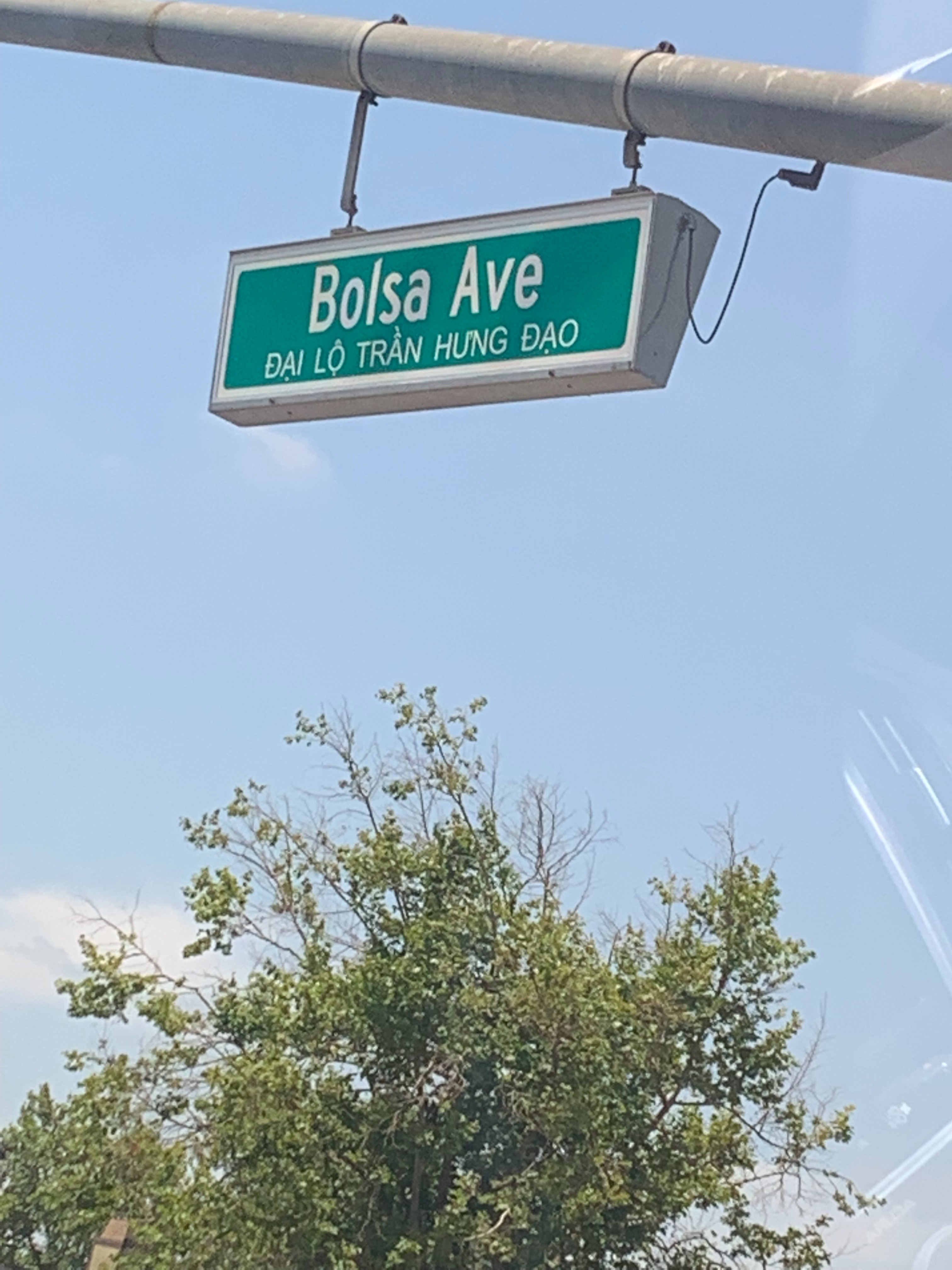
Biển đường cho Đại lộ Bolsa, còn có tên là Đại lộ Trần Hưng Đạo, tại Westminster

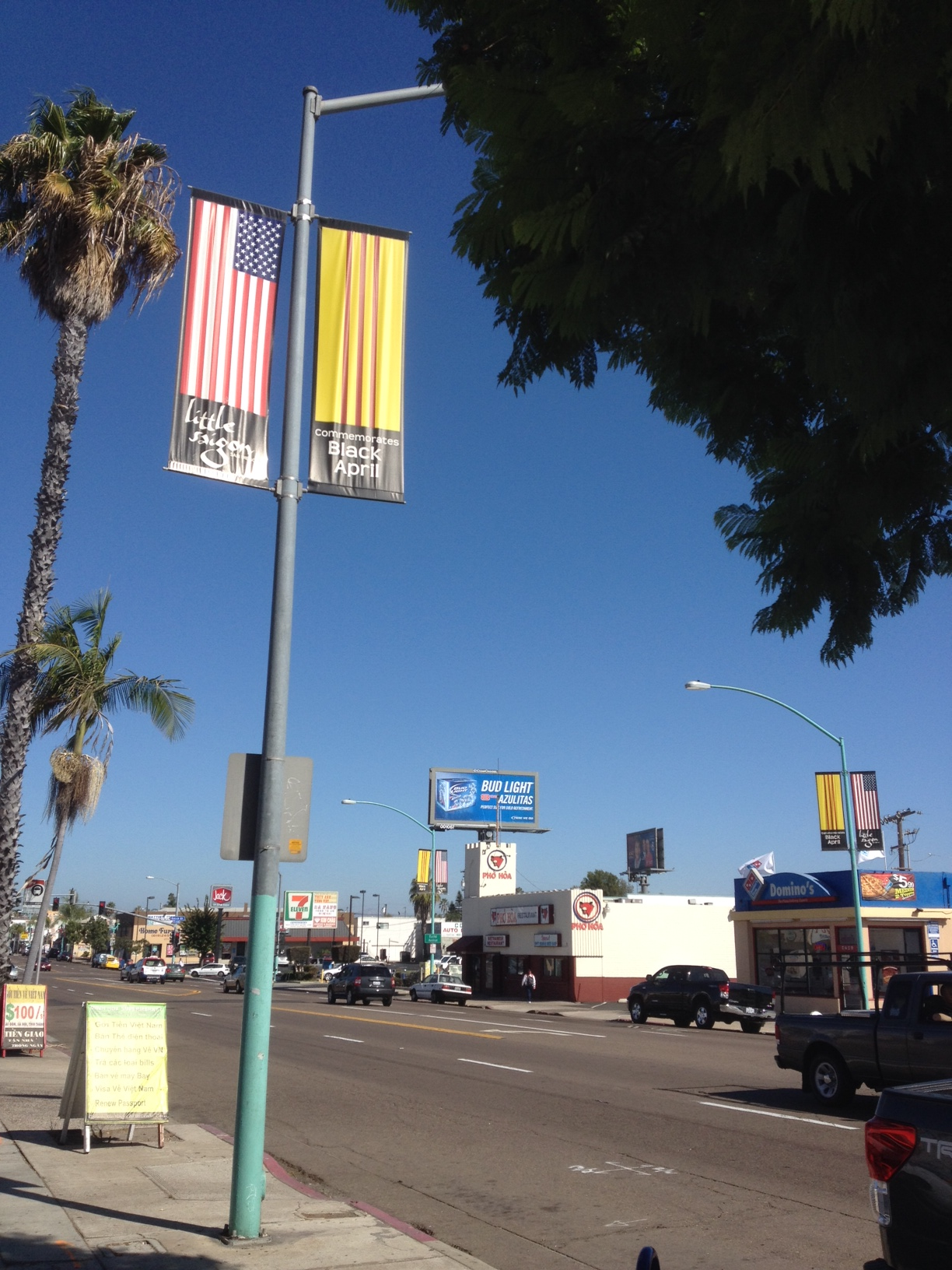
Biểu ngữ "Black April" (Tháng Tư Đen) và Quốc kỳ Việt Nam Cộng Hòa treo trên đường phố Little Saigon ở San Diego

Little Saigon là một địa phương chống cộng mãnh liệt. Sự kiện Trần Trường đầu năm 1999 được xem là điểm mốc quan trọng trong hoạt động chính trị của người Việt tại Little Saigon nói riêng và Hoa Kỳ nói chung. Sự kiện xảy ra sau khi một người làm nghề cho thuê băng video tên là Trần Văn Trường treo cờ đỏ sao vàng và hình Hồ Chí Minh trên cửa tiệm. Sau khi ông không được chú ý, ông đã gửi fax đến một số cơ quan truyền thông cộng đồng để loan báo về hành động của mình. Trong gần hai tháng sau đó, hàng nghìn người Việt biểu tình hằng ngày phản đối ông Trường và chính phủ Việt Nam, với điểm cao là một cuộc thắp nến được tổ chức bởi các đoàn thể sinh viên Mỹ gốc Việt, với sự tham dự của hơn 15.000 người, và được báo chí toàn quốc và quốc tế theo dõi. Sự việc kết thúc sau khi ông Trường bị kết án cho thuê băng lậu, và bị buộc phải đóng cửa tiệm. Ông Trường cho biết mình bị đánh năm lần và phải vào bệnh viện, ông đã mất hết gia sản, khoảng một triệu đôla, và vợ ông, sau những biến cố, đã 'mắc bệnh tâm thần; đồng thời khẳng định đây là án sai, rằng 'ông không sang băng lậu, mà có hợp đồng kinh doanh với các công ty của Tàu. "Sự kiện đã đưa ra nhiều vấn đề về tự do ngôn luận tại Hoa Kỳ, một số người ra đại diện làm trung gian với báo chí để phát biểu quan điểm của những người biểu tình. Nhiều người lãnh đạo trong cuộc biểu tình cảm thấy tự tin hơn và bắt đầu tham gia chính trường và vận động cộng đồng như trong Chiến dịch Cờ Vàng.
Người Mỹ gốc Việt, dựa vào số đông, đã và đang nắm giữ quyền lực chính trị đáng kể tại hai thành phố Westminster và Garden Grove. Nhiều người tham gia vào các hoạt động chính trị tại địa phương và được bầu vào các chức vụ công. Ví dụ như Janet Nguyễn, vào năm 2007 trở thành người Mỹ gốc Việt đầu tiên lên làm giám sát viên quận trên toàn quốc. Ông Trần Thái Văn đắc cử dân biểu tiểu bang California từ năm 2004 và trở thành người Mỹ gốc Việt đầu tiên được bầu vào ngành lập pháp tiểu bang.

#### Sinh hoạt cộng đồng

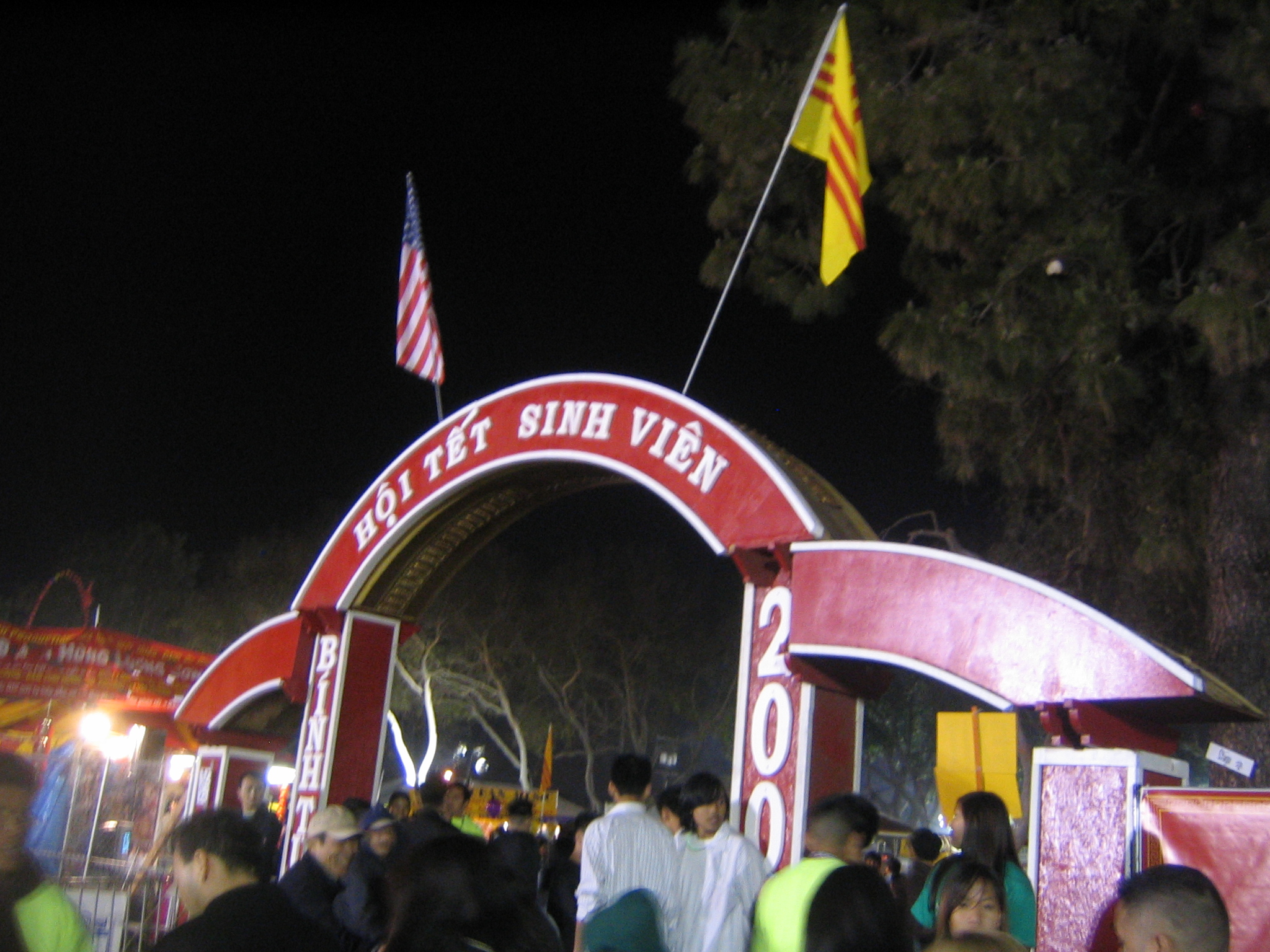
Hội chợ Tết tại Little Saigon, Quận Cam, California

Năm 2003, Tượng Đài Chiến Sĩ Việt Mỹ (tiếng Anh: Vietnam War Memorial) đã được xây dựng tại Westminster để tưởng niệm những người lính Việt Nam Cộng hòa và Hoa Kỳ đã hy sinh trong Chiến tranh Việt Nam hồi thế kỷ trước.
Ngày 12 Tháng Tám năm 2009, Hội đồng thành phố Westminster, California lại thông qua nghị quyết 4257 công nhận ngày Thứ Bảy cuối cùng mỗi Tháng Tư sẽ là "Ngày Thuyền nhân Việt Nam".
Trường Bolsa Grande High School tại Garden Grove là nơi tổ chức Hội Tết Việt Nam hàng năm do Tổng hội sinh viên Việt Nam Nam Cali UVSA tổ chức cho hàng trăm ngàn người tham dự. Hàng năm, từ năm 1997, vào ngày Tết Nguyên Đán, Little Saigon tại San Jose cũng có cuộc diễn hành Tết hoành tráng do Hội Diễn Hành Tết (Vietnamese Spring Festival, VSF) tổ chức, với sự kết hợp của nhiều hội đoàn, tổ chức. Từ năm 2003, Đại hội Điện ảnh Việt Nam Quốc tế (Vietnamese International Film Festival hay ViFF) là một đại hội điện ảnh diễn ra 2 năm một lần tại Đại học California tại Irvine và nhiều địa điểm quanh vùng Little Saigon của Quận Cam, California, Mỹ.

### Tại San Jose
Với dân số người Mỹ gốc Việt gần 100.000 người, thành phố San Jose, California là thành phố đông người Việt nhất tại Hoa Kỳ. Tuy nhiên, cơ sở thương mại của người Việt nằm rải rác trên San Jose, không tập trung như tại Westminster. Năm 2000, thương xá Grand Century Mall được thành lập tại đường Story, trở thành một trung tâm của người Việt tại San Jose.
Năm 2007, nghị viên Madison Nguyen đề nghị hội đồng thành phố chính thức công nhận một khu thương mại người Việt. Nhiều tên cho khu vực này được đề xuất. Đa số người Việt ủng hộ tên "Little Saigon", trong khi một số cơ sở thương mại trong khu này cho rằng tên này có sắc thái quá chính trị bài cộng sản, và đề xuất tên "Vietnamese Business District" (Khu thương mại Việt Nam). Những người gốc Việt phản đối mạnh mẽ tên "Vietnamese Business District" vì họ cho rằng tên này sẽ vinh danh chính phủ cộng sản Việt Nam hiện nay và không nhìn nhận các đóng góp của những người tị nạn chống cộng. Ngày 20 tháng 11 năm 2007, hội đồng thành phố San Jose chính thức bầu chọn tên "Saigon Business District" (Khu thương mại Saigon) với số phiếu ủng hộ 8-3 sau một phiên họp dài 6 tiếng đồng hồ, với trên 800 người ủng hộ tên Little Saigon tham gia cuộc họp.
Lựa chọn này làm phẫn nộ rất nhiều người Mỹ gốc Việt vì họ cho rằng hội đồng thành phố đã bất chấp ý dân. Trên 2000 người biểu tình phản đối trước tòa thị chính, kêu gọi hội đồng thành phố xét lại. Madison Nguyen, một trong những nghị viên bỏ phiếu ủng hộ tên "Saigon Business District", trở thành một mục tiêu chỉ trích của cộng đồng. Một số người kêu gọi cô từ chức và đang vận động bãi miễn Madison Nguyen. Sau nhiều cuộc biểu tình, hội đồng thành phố San Jose vào ngày 4 tháng 3 năm 2008 bầu 10-1 hủy quyết định chọn tên "Saigon Business District" trong một cuộc họp dài với hàng ngàn người tham gia. Tuy nhiên, hội đồng thành phố vẫn chưa chọn tên "Little Saigon" cho khu vực này.

### Tại San Francisco
Kể từ đầu năm 2004 thành phố San Francisco đã chính thức thành lập khu "Little Saigon" trên đường Larkin giữa hai ngã tư đường Eddy và O'Farrell. Ở đây tập trung khoảng 2.000 người Việt trong tổng số 13.000 người Việt trên toàn thành phố. Hơn 80% các cơ sở buôn bán ở đây là của người Việt. Chính quyền đã thiết lập bảng chỉ dẫn trên đường và còn có kế hoạch xây cổng chào đón du khách tương tự như loại cổng dựng ở phố Tàu và phố Nhật San Francisco.

### Tại Houston, Texas

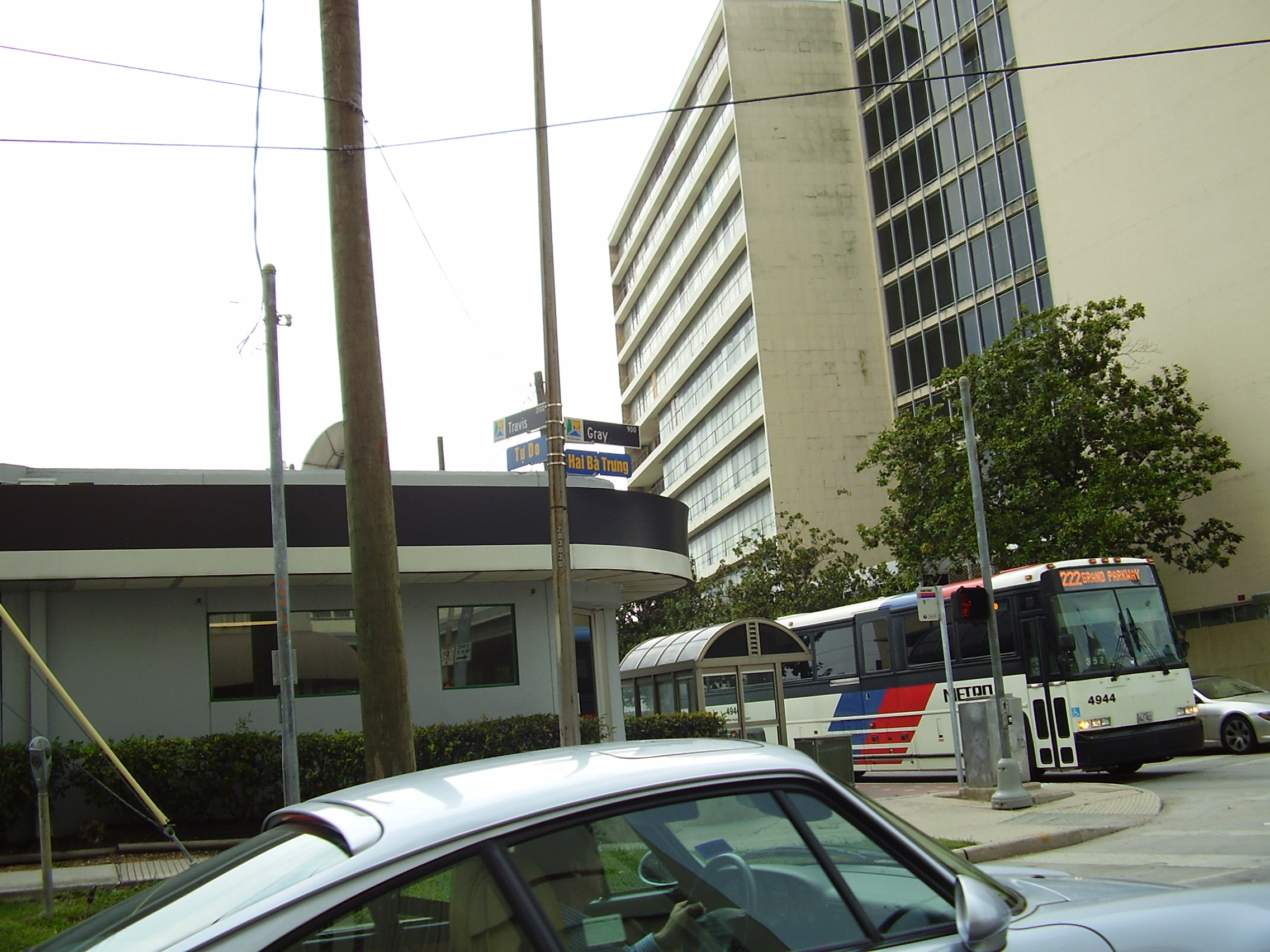
Khu phố Houston với bảng đường tên tiếng Việt

Ngày 2 tháng 5 năm 2004, chính quyền địa phương đã chính thức đặt tên "Little Saigon" cho khu vực Midtown, với nhiều cơ sở thương mại của người Việt, nằm cạnh khu Downtown ở trung tâm thành phố Houston. Một trung tâm thương mại khác của người Việt là khu vực mới phát triển quanh Đại lộ Bellaire, phía Tây Nam thành phố.

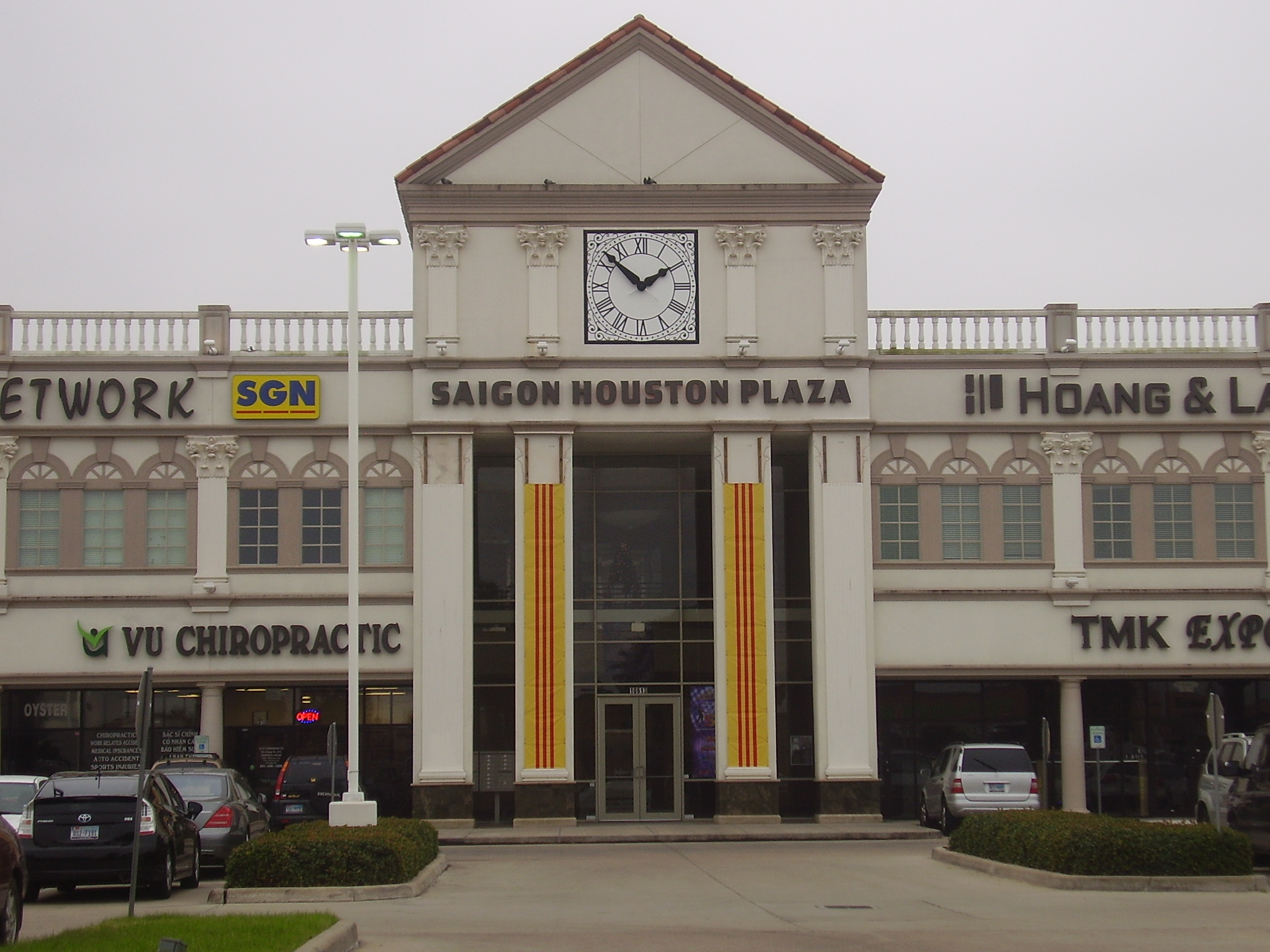
Trung tâm thương mại Saigon Plaza
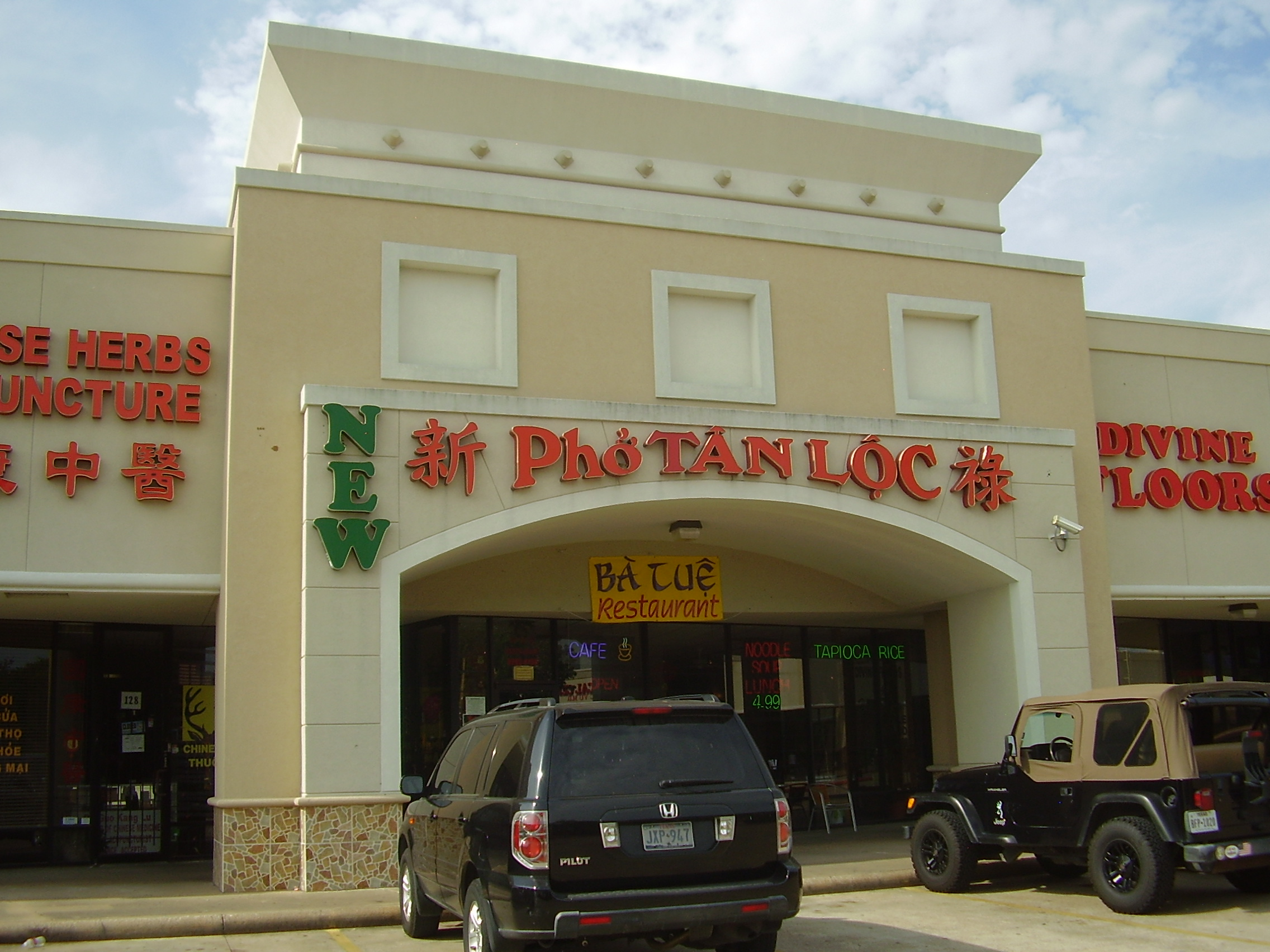
Tiệm Phở Tân Lộc
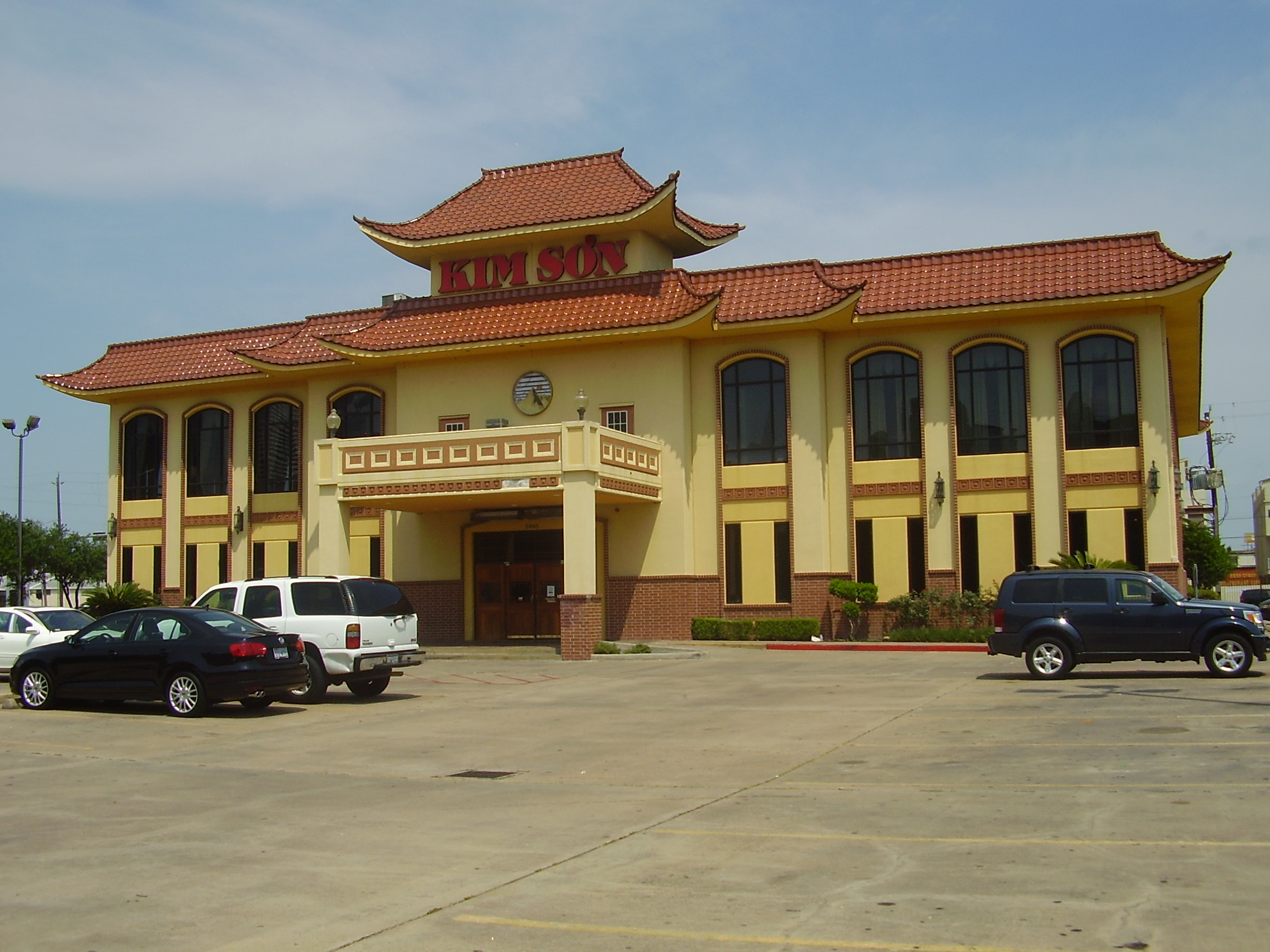
Nhà hàng Kim Sơn
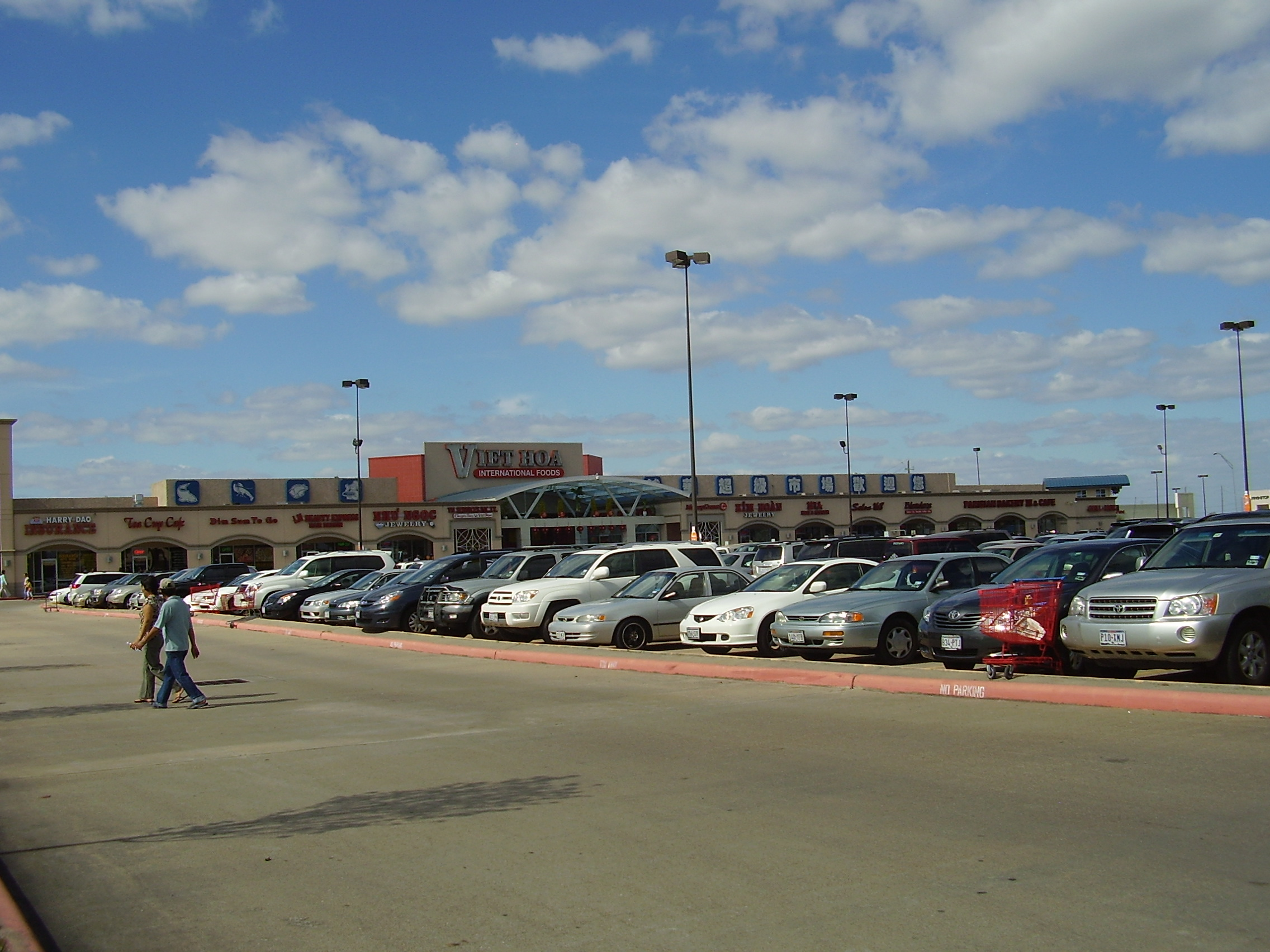
Tiệm buôn thực phẩm Việt Hoa

### Tại Louisiana

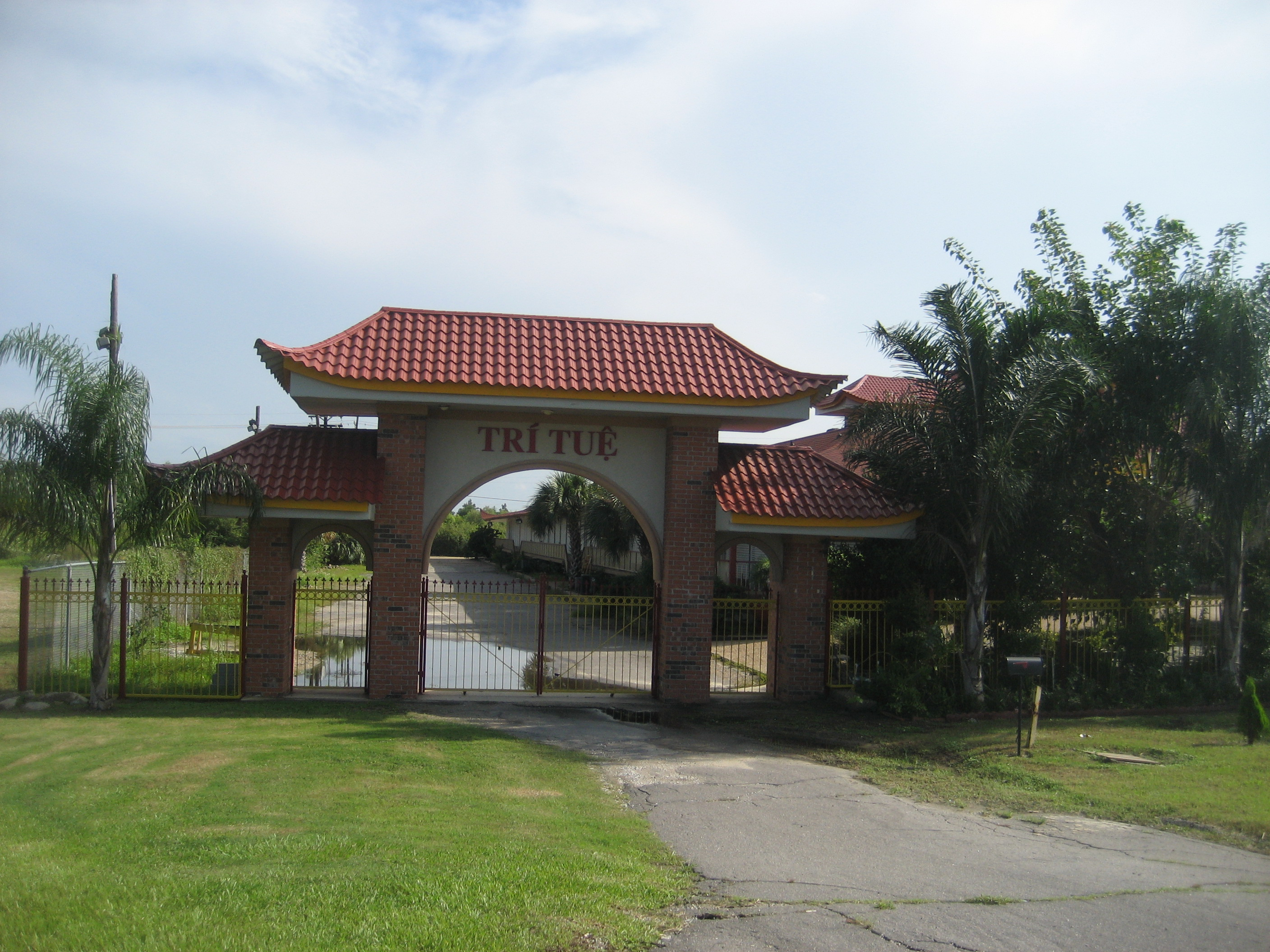
Cổng chùa Vạn Hạnh trong "Little Saigon", New Orleans.

Louisiana là nơi có nhiều người Việt Nam, nhiều người trước đây là ngư dân đánh cá. New Orleans có một số khu vực có tập trung các doanh nghiệp Việt-Mỹ. Lớn nhất trong số các cộng đồng này nằm xung quanh Village de L'Est, trong đó bao gồm khu dân cư và các tổ chức thương mại cũng như cơ sở tôn giáo như giáo xứ Mary Queen của Giáo hội Công giáo Việt Nam, Chùa Vạn Hạnh của Phật giáo, và Nhà hàng bánh nướng Đông Phương.
Có một khu vực doanh nghiệp Việt Nam ở thủ phủ Baton Rouge, nằm gần khối 12.000 Đại lộ Florida Blvd (Hwy 190), trong đó bao gồm các nhà hàng, cửa hàng tạp hóa, và các doanh nghiệp khác nhau.
Năm 2008, Joseph Cao đã làm nên lịch sử sau khi được bầu vào Quốc hội Hoa Kỳ tại khu vực thứ 2 thường thiên về Đảng Dân chủ của bang Louisiana, bao gồm hầu hết New Orleans.

### Tại Philadelphia

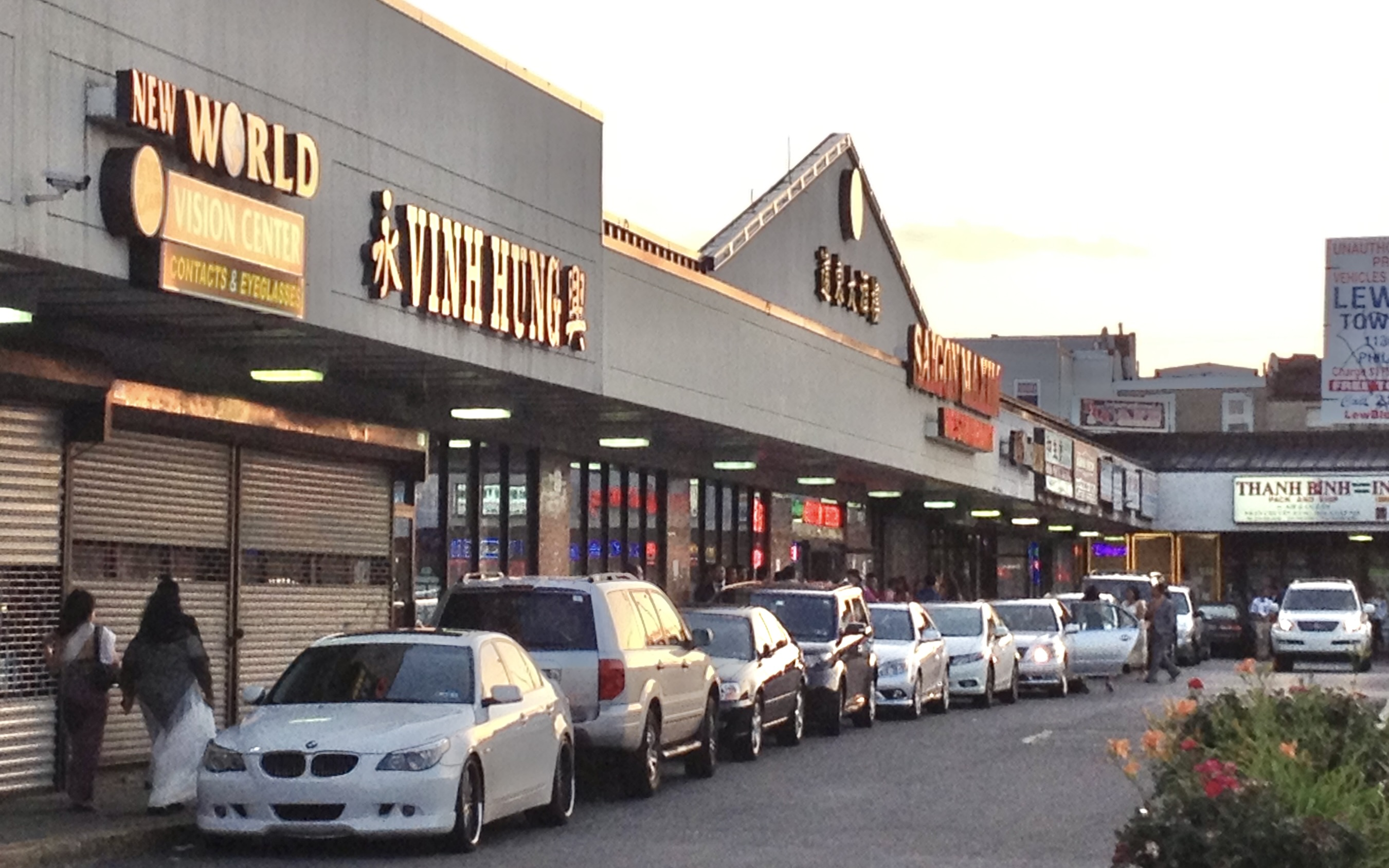
Một góc Little Saigon tại Philadelphia

Một trong những khu phố Việt lớn nhất ở Philadelphia tập trung vào các giao điểm của đường Eighth Street và Washington Avenue ở Nam Philadelphia, là "một trong những quần thể lớn nhất của người Việt Nam trên bờ biển phía đông".

## Tại Paris, Pháp
Các cửa tiệm Việt Nam tập trung tại quận 13 và quận 5 thành phố Paris. 

## Tại Úc
Ở Sydney, người Úc gốc Việt tập trung ở Cabramatta (còn mệnh danh là "Vietnamatta"),  Bankstown, Canley Vale và Villawood. Ở Melbourne, vùng ngoại ô Richmond có một tỷ lệ lớn người Úc gốc Việt sinh sống, phố Victoria (Victoria Street) thường có biệt danh là Little Saigon. Các cộng đồng người Việt khác tập trung quanh Đường Springvale (Springvale Road) ở Springvale, hầu hết các khu vực của Footscray và cả ở St Albans.
Ở Adelaide, người Việt Nam tập trung xung quanh Woodville đặc biệt dọc theo Đường Hanson (Hanson Road).